# Abasza (gmina)
Gmina Abasza (gruz. აბაშის მუნიციპალიტეტი) – jednostka administracyjna należąca do Megrelii-Górnej Swanetii w Gruzji. Siedzibą gminy jest miasto Abasza. 

## Położenie
Gmina położona jest w południowej części regionu Megrelia-Górna Swanetia, a jednocześnie we wschodniej części Gruzji. 

## Ludność
Na podstawie danych statystycznych z 2024 roku gminę Abasza zamieszkiwało 17 700 osób. 